# Fly (Nicki-Minaj-Lied)
Fly ist ein Lied der Rapperin Nicki Minaj in Zusammenarbeit mit der Sängerin Rihanna. Das Lied wurde von J.R. Rotem und Kevin Hissink produziert und von Kevin Hissink, W. Jordan, Onika Maraj, Jonathan Rotem und Clemm Rishad geschrieben. Es erschien auf Nicki Minajs Debütalbum Pink Friday (2010).

## Hintergrund
Das Lied wurde von J. R. Rotem produziert, der vorher bereits mit Britney Spears, Rick Ross und Leona Lewis zusammenarbeitete. In einem Interview mit MTV News erklärte Rotem, dass er nur als Produzent dazu kam, da er einige Lieder von Minajs Pink Friday gehört hat und gemerkt habe wie „inspirierend“ ihre Werke sind. Er erklärte: „Wir befanden uns fast am Ende ihres Projektes, ich kam ins Studio und ich hatte einige Lieder [für sie]. Darüber war ich sehr aufgeregt. Als ich die Lieder vorspielte, wusste sie genau: ‚Ja, diese Lieder brauchen wir für meinen Album‘, dann war sie genauso aufgeregt wie ich.“ Minaj hörte die Demoaufnahme des Liedes und wollte das Lied später unbedingt mit Rihanna zusammen singen und rappen. Rotem war davon auch überzeugt und erzählte Minaj: „‚Das wäre Super, aber Rihanna für deine Aufnahme zu bekommen ist einfacher gesagt als getan.‘ Ich denke, das spricht für Nickis Starpower. Ich sagte: ‚Ja, sie ist definitiv die erste Wahl.‘“ „Es hat etwas gedauert, da Rihanna ihr eigenes Album promoten musste und sehr viel reiste.“
Nach Aufnahmen zu Pink Friday Diaries schrieb Minaj über das Lied in ihrem Blog:

“FLY is one of my absolute faves. I wanted to work with Rihanna for a long time. I’m very proud of her accomplishments; especially since she was born on an island like me :). This song is a female empowerment song. But then again, its not specific to just women. It speaks about flying, soaring high in the face of every single solitary adversity that comes your way. I speak about how the media has attempted to box me in and how that has made me feel suffocated. After years of being dragged thru the mud, I’ve mustered up the courage to re-define myself. I believe that I represent an entire generation. My fans have become my family; and together we have become a movement. Get ready for it. We came to win. (…)”

„FLY ist eines meiner Lieblingslieder. Ich wollte schon seit langem mit Rihanna zusammen arbeiten. Ich bin sehr stolz auf das, was sie erreicht hat; besonders da sie wie ich auf einer Insel geboren wurde :). Dieses Lied ist eine Emanzipationshymne. Aber trotzdem geht es nicht unbedingt nur um Frauen. Es handelt vom Fliegen, darüber, dass man alle Hindernisse überwinden kann, die einem in den Weg gelegt werden. Ich spreche darüber, wie die Medien versucht haben, mich einzuengen und wie mich das geradezu erstickt hat. Nach Jahren, in denen ich durch den Dreck gezogen worden bin, habe ich jetzt den Mut gefunden, mich neu zu definieren. Ich glaube, dass ich ganze Generation repräsentiere. Meine Fans wurden zur meine Familie, und gemeinsam sind wir eine neue Bewegung geworden. Stellt euch darauf ein. Wir sind gekommen, um zu siegen.“

## Musikvideo
Das Musikvideo zum Lied wurde am 7. Januar 2011 gedreht, Regie führte Sanaa Hamri. Fly ist das dritte Musikvideo, welches Minaj nur zu Promo-Zwecken drehte, zusammen mit Save Me und Girls Fall Like Dominoes. Nicki Minaj und Rihanna twitterten beide Bilder vom Set und den Kulissen des Musikvideos ins Internet, wo man Rihanna mit ihren roten Haaren erkennt und Minaj mit einer schwarzen Afro-Frisur, außerdem trägt Minaj auf einem der Fotos einen pinken Catsuit. In einem Interview mit E! Online sprach Minaj über das Konzept des Musikvideos und erklärte: „Wir haben vor die Welt auf mehreren Wegen zu retten, nicht nur auf einem Weg, wie im Musikvideo. Das ist alles was ich zum Musikvideo sagen kann.“ In einem Blog auf Minajs Website, erklärte sie, dass das Musikvideo zu Fly vorerst nicht veröffentlicht wird.
In einem Interview mit MTV News diskutierte Minaj über das Musikvideo und eine mögliche offizielle Singleveröffentlichung von Fly. Sie erklärte, dass das Lied und das Musikvideo erst später veröffentlicht werden, da sie erst andere Lieder veröffentlichen und nicht Rihannas eigene Veröffentlichungen stören wolle. Sie möchte beiden Künstlerinnen Zeit lassen ihre eigenen Alben zu promoten, bis der Zeitpunkt kommt wo für beide die perfekte Gelegenheit ist, die Zusammenarbeit zu veröffentlichen. Minaj fügte hinzu: „So hat Rihanna viele Lieder, die sie veröffentlichen kann und ich möchte, dass ihre Lieder einen Moment haben und Erfolg feiern und alles dominieren. Wenn Rihanna bereit ist sagt sie mir Bescheid und dann veröffentlichen wir Fly als offizielle Single.“
Bis Februar 2024 wurde das Musikvideo bei YouTube über 191 Millionen Mal aufgerufen.

## Mitwirkende
Die folgenden Personen wirkten an der Entstehung des Lieds Fly mit:
- Songwriting: O. Maraj, J. Rotem, K. Hissink, W. Jordan, C. Rishad
- Gesang: Nicki Minaj, Rihanna
- Musiker: J.R. Rotem, Kevin Hissink
- Toningenieur: Ariel Chobaz & J.R. Totem
- Assistenz: Lyttleton „Cartwheel“ Carter
- Produktion: J.R. Rotem

## Rezeption

### Rezensionen
Das Lied wurde von den meisten Musikkritikern gelobt, viele beschrieben das Lied als „relaxt“. Robbie Daw vom Idolator lobte das Lied: „Das von J. R. Rotem produzierte Fly ist hoffnungsvoll, so ähnlich wie I Believe I Can Fly für die neue Generation. Zudem hat sich Rihanna noch einmal verbessert, ob in Eminems Love The Way You Lie und in T.I.s Live Your Life, dadurch hat Nicki Minaj mit Fly die Gelegenheit an die Spitze der Billboard Hot 100 zu fliegen, wenn das Lied offiziell als Single veröffentlicht wird.“
Scott Plagenhoef von der Pitchfork Media lobte das Lied: „dieses Lied Fly ist gerade durch die Zusammenarbeit mit Rihanna ein Beispiel dafür, was für ein gutes Album Pink Friday doch ist.“ Rob Sheffield vom Rolling Stone kommentierte zu der Genre-Auswahl: „Minaj übernimmt den Rihanna-Style, singt im R&B mit Elektro-Einfluss und zeigt einmal mehr ihre freche Seite.“ Marc Hogan vom Spin-Magazin lobte das Lied: „Fly ist charismatisch, farbenfroh, persönlich und freundlich.“

### Chartplatzierungen
| ChartsChartplatzierungen       | Höchstplatzierung | Wochen |
| ------------------------------ | ----------------- | ------ |
| Vereinigte Staaten (Billboard) | 19 (20 Wo.)       | 20     |
| Vereinigtes Königreich (OCC)   | 16 (17 Wo.)       | 17     |

### Auszeichnungen für Musikverkäufe
| Land/Region                  | Auszeichnungen für Musikverkäufe (Land/Region, Auszeichnung, Verkäufe) | Verkäufe  |
| ---------------------------- | ---------------------------------------------------------------------- | --------- |
| Australien (ARIA)            | 2× Platin                                                              | 140.000   |
| Brasilien (PMB)              | Platin                                                                 | 60.000    |
| Neuseeland (RMNZ)            | Platin                                                                 | 30.000    |
| Vereinigte Staaten (RIAA)    | Platin                                                                 | 1.500.000 |
| Vereinigtes Königreich (BPI) | Gold                                                                   | 400.000   |
| Insgesamt                    | 1× Gold · 5× Platin ·                                                  | 2.130.000 |

Hauptartikel: Nicki Minaj/Auszeichnungen für Musikverkäufe